# Berardo (vescovo)
Berardo (XI secolo – dopo il 1118) è stato un vescovo cattolico italiano.

## Biografia
Berardo fu vescovo di Roselle ed è menzionato in un atto, conservato nell'archivio della chiesa di Sant'Agostino di Siena e datato 9 agosto 1118, in cui vengono ceduti in enfiteusi all'abate Raniero dell'abbazia di Sestinga alcuni beni di proprietà della mensa vescovile.
Berardo fu un vescovo puntiglioso e particolarmente litigioso e irremovibile nelle decisioni, come testimoniano i documenti. Rigido e inflessibile nella riscossione delle decime, entrò in contrasto con l'abate di Santa Maria dell'Alberese, il quale decise di rivolgersi al pontefice stesso per lamentare abusi da parte della curia rosellana. Papa Callisto II scrisse al «frater Rosellanus episcopus» di non interferire con i monaci benedettini di tale monastero e di riappacificarsi con l'abate. Il vescovo non si curò di tale richiamo, tanto che il papa dovette riprenderlo una seconda volta inviandogli un'ulteriore epistola.